# Anmado
Anmado o Isla Anma (en coreano: 안마 도) es una isla frente a las costas de la provincia de Jeolla del Sur (en coreano: 전라 남도; Jeollanam-do), Corea del Sur, a 260 km al sur de Seúl, la capital del país. Limita con la provincia de Jeolla del Norte (Jeollabuk-do) en el extremo norte de Jeollanam-do.
Anmado tiene una superficie de 6,09 kilómetros cuadrados y una población de aproximadamente 200 habitantes. La topografía de Anmado es de una forma que asemeja la de una silla de montar. De hecho, en coreano, anma alude a una especie de silla de montar.
Se trata de una isla bastante plana, aunque cuenta con varios picos: el Monte Dwit (Dwitsan) de 177 metros; el Pico Mak (Makbong), con 167 metros; y el Monte Geon (Geonsan), de 145 metros de altura. Por el contrario, hay grandes montañas sumergidas en el mar, hasta el punto de que Anmado se convirtió en una isla debido a que las montañas del oeste, las Noryeong, se sumergieron en el mar. La presencia de estas montañas submarinas dificulta las comunicaciones. Incluso resulta complicado pescar peces en otros islotes de alrededor como Nagwol-do o Songi-do.
El clima de Anmado es templado. La temperatura promedio es de 14 °C . El mes más caluroso es agosto, con 24  °C , y el más frío es febrero, con 3 °C.  La precipitación media es de 1.690 milímetros al año. El mes más lluvioso es agosto, con 424 milímetros de lluvia, y el más seco es enero, con 35 milímetros
El suelo es apto para la agricultura y muchos de los residentes tienen trabajo como agricultores. Sus principales productos agrícolas son el arroz, el trigo, el maíz, el ajo, los frijoles, el sésamo y la pimienta.
Actualmente hay una escuela primaria en la isla. 